# Sjömunk

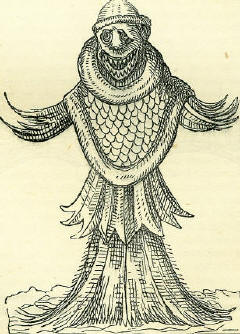
Illustration av en sjömunk ur Omnium fere gentium nostrae que aetatis nationum, habitus et effigies, et in eosdem epigrammata av Johannes Sluperius, 1572

Sjömunk eller havsmunk är en fiktiv havslevande varelse som omskrivs i skrifter, bland annat i bestiarier, från medeltiden och renässansen. I en tysk naturlära från 1350-talet beskrivs sjömunken som en fisk med människohuvud och tonsur. Enligt denna källa lockar sjömunken människor till stranden och drar ned dem i havet och äter upp dem.

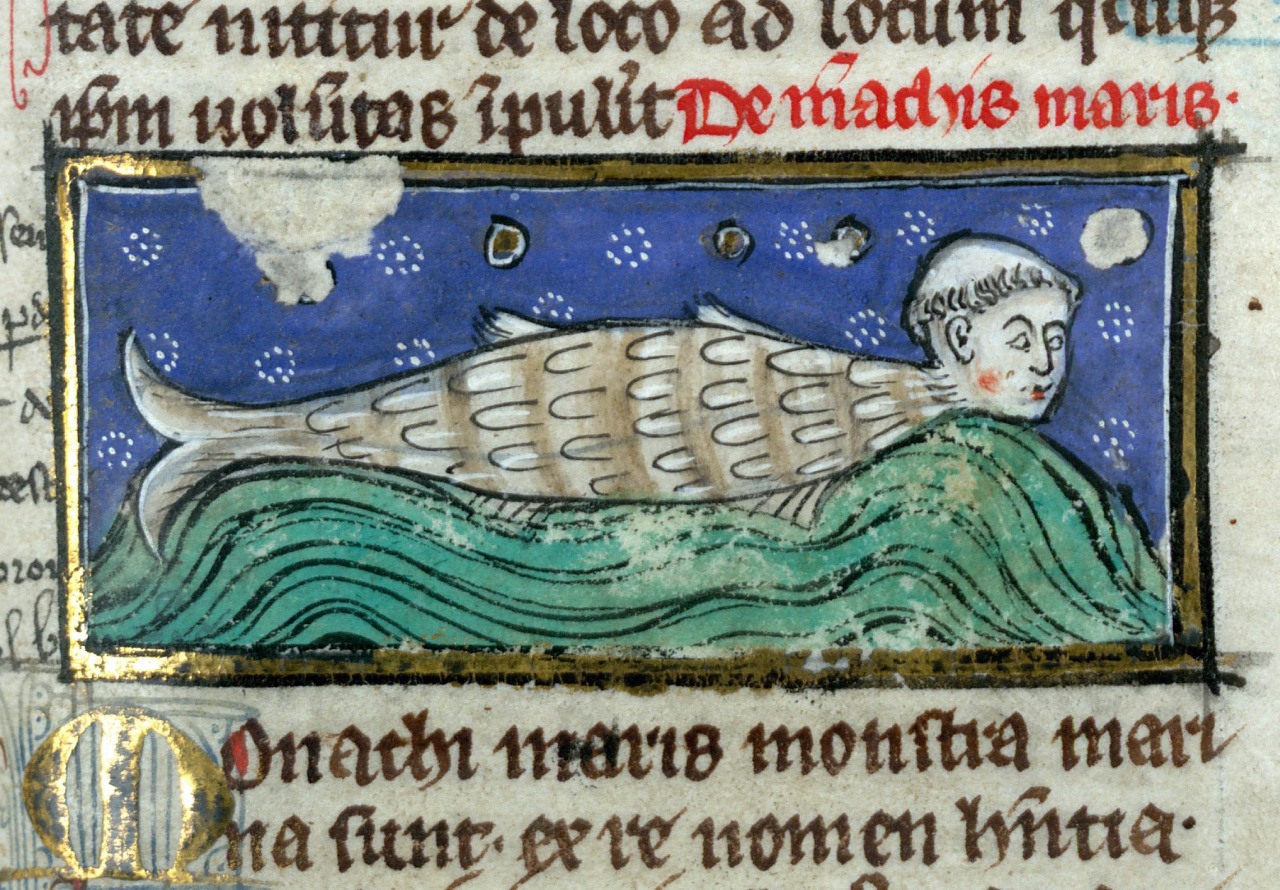
Sjömunk i Thomas Cantipratensis, Liber de natura rerum, Frankrike cirka 1290.

En mer detaljerad beskrivning av varelsen förekommer i Albertus Magnus De animalibus (cirka 1450–1500) utifrån ett fynd utanför Storbritanniens kust. En mycket omskriven observation skedde i mitten av 1500-talet i Öresund och bilder av detta djur spreds i olika verk under 1500- och 1600-talet, exempelvis i fjärde volymen av Conrad Gesners bok Historiae animalium från sent 1500-tal. I modern tid har havsmunken förklarats som en förväxling med ett faktiskt djur. En populär beskrivning var Japetus Steenstrups tolkning från 1855 att det rörde sig om en bläckfisk. Senare hypoteser har också föreslagit att det kan ha rört sig om exempelvis marulk, havsängel, sälar eller en Jenny Haniver.

## Sjömunken i Öresund

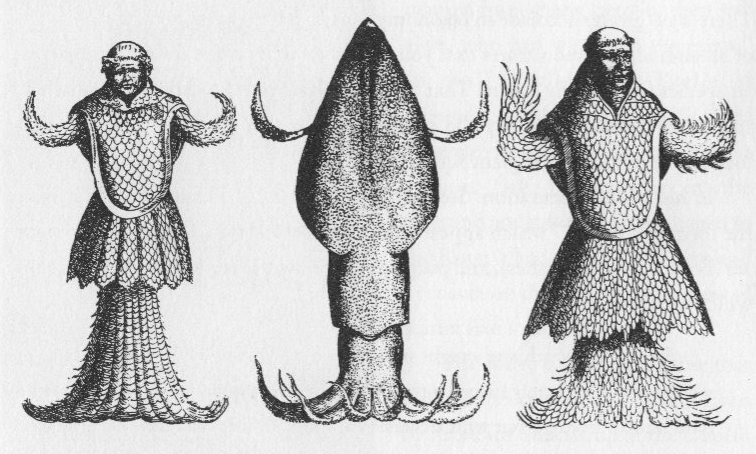
Japetus Steenstrups jämförelser av sjömunken och en bläckfisk, 1854.

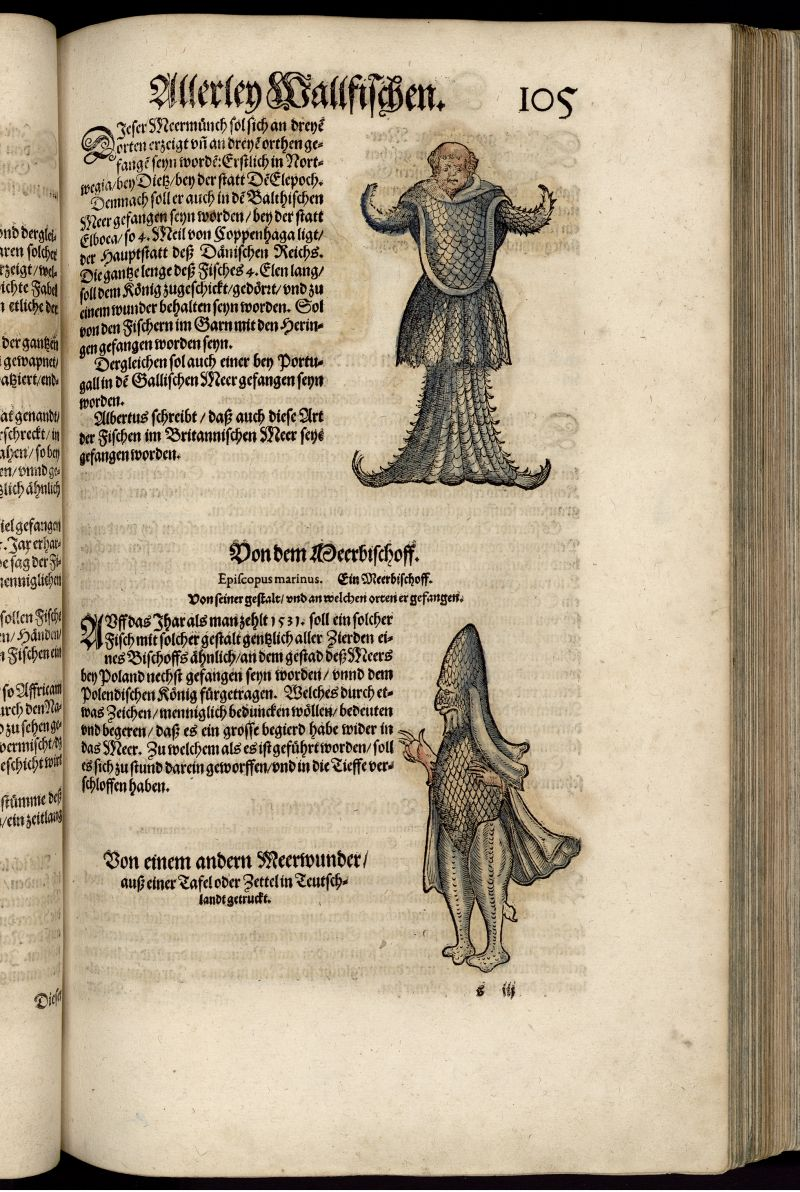
Sida ur Conrad Gesners bok Historiae animalium. Sjömunken syns ovan. Den mytiska varelsen nedanför är den till utseendet närbesläktade sjöbiskopen.

Någon gång mellan 1545 och 1550 (beroende på källan) fastnade ett djur i ett fiskenät i Öresund, vilket togs med till en strand utanför Malmö, då tillhörande Danmark. Den blev kallad för "sjömunk" och beskrevs som en varelse med människohuvud och tonsur med kläder av fjäll som en munkkåpa. Den franske naturvetaren Pierre Belon påstår i en text att sjömunken överlevde tre dagar på land. Enligt vissa källor lät kung Kristian III av Danmark gräva ned kadavret medan andra källor anger att sjömunkens kropp istället balsamerades och fördes till kungen. Dock har inga spår av djuret återfunnits. Flera tecknade bilder av denna sjömunk sändes ut över Europa och gjorde varelsen berömd.
Den danska naturvetaren Japetus Steenstrup skrev 1854 avhandlingen Sömunken under Kristian III, där han argumenterar för att "sjömunken" var en stor bläckfisk.